# Finlande aux Jeux olympiques d'été de 1956
La Finlande participe aux Jeux olympiques d'été de 1956 à Melbourne en Australie, ainsi qu'à Stockholm, en Suède, pour les compétitions d'équitation. 64 athlètes finlandais, 63 hommes et une femme, ont participé à 62 compétitions dans 14 sports. Ils y ont obtenu quinze médailles : trois d'or, une d'argent et onze de bronze.

## Médailles
| Médaille | Discipline         | Épreuve                             | Athlète                                                                                          | Performance | Date |
| -------- | ------------------ | ----------------------------------- | ------------------------------------------------------------------------------------------------ | ----------- | ---- |
| Or       | Lutte              | Lutte gréco-romaine - Poids plume   | Rauno Mäkinen                                                                                    |             |      |
| Or       | Lutte              | Lutte gréco-romaine - Poids légers  | Kyösti Lehtonen                                                                                  |             |      |
| Or       | Tir                | 50 m pistolet                       | Pentti Linnosvuo                                                                                 |             |      |
| Argent   | Pentathlon moderne | Individuel hommes                   | Olavi Mannonen                                                                                   |             |      |
| Bronze   | Athlétisme         | 400 mètres hommes                   | Voitto Hellstén                                                                                  |             |      |
| Bronze   | Athlétisme         | Marathon hommes                     | Veikko Karvonen                                                                                  |             |      |
| Bronze   | Athlétisme         | Saut en longueur hommes             | Jorma Valkama                                                                                    |             |      |
| Bronze   | Aviron             | Quatre barré                        | Kauko Hänninen Veli Lehtelä Toimi Pitkänen Reino Poutanen Matti Niemi                            |             |      |
| Bronze   | Boxe               | Poids plumes                        | Pentti Hamalainen                                                                                |             |      |
| Bronze   | Gymnastique        | Concours général par équipes hommes | Kalevi Suoniemi Berndt Lindfors Martti Mansikka Onni Lappalainen Olavi Leimuvirta Raimo Heinonen |             |      |
| Bronze   | Lutte              | Lutte libre - Poids plume           | Erkki Penttilä                                                                                   |             |      |
| Bronze   | Lutte              | Lutte libre - Poids lourds          | Taisto Kangasniemi                                                                               |             |      |
| Bronze   | Pentathlon moderne | Individuel hommes                   | Väinö Korhonen                                                                                   |             |      |
| Bronze   | Pentathlon moderne | Par équipes hommes                  | Olavi Mannonen Väinö Korhonen Berndt Katter                                                      |             |      |
| Bronze   | Tir                | Carabine 300 m trois positions      | Vilho Ylönen                                                                                     |             |      |